# Daniel Chacón
Daniel Alonso Chacón Salas (* 11. April 2001 in Turrialba) ist ein costa-ricanischer Fußballspieler auf der Position eines Abwehr- und defensiven Mittelfeldspielers. Von 2017 bis 2022 spielte er für den CS Cartaginés.

## Karriere

### Verein
Chacón  spielte erstmals am 19. November 2017 mit 16 Jahren für CS Cartaginés in der Liga de Fútbol de Primera División. In seiner ersten Saison kam er aber nur auf zwei Einsätze mit insgesamt 13 Einsatzminuten. In den folgenden Spielzeiten stiegen seine Einsatzzahlen stetig. Im Juni 2022 erhielt er einen Mehrjahresvertrag für die zweite Mannschaft der Colorado Rapids.

### Nationalmannschaft
2017 nahm er mit der U-17-Mannschaft an der U-17-Fußball-Weltmeisterschaft 2017 in Indien teil, wo er zu zwei Einsätzen kam. Als Gruppenletzte schieden die Costa-Ricaner aber nach der Gruppenphase aus.
Zu seinem A-Nationalmannschaftsdebüt kam Chacón am 31. Januar 2022 im WM-Qualifikationsspiel gegen Mexiko als er in der 85. Minute eingewechselt wurde. Auch in den beiden nächsten Qualifikationsspielen wurde er jeweils eingewechselt. Im letzten Qualifikationsspiel stand er dann erstmals in der Startelf und spielte über 90 Minuten. Zwar gewannen die Costa-Ricaner das Spiel gegen die USA, womit sie punktgleich waren, hatten aber die schlechtere Tordifferenz und verpassten damit als Vierte die direkte Qualifikation für die WM. Als Vierte waren die Costa-Ricaner aber für das Interkontinentale Play-off-Spiel gegen Neuseeland qualifiziert, den Sieger der Ozeanien-Qualifikation. In diesem Spiel wurde er in der 79. Minute beim Stand von 1:0 für Rekordnationalspieler Celso Borges eingewechselt. Die Costa-Ricaner brachten das Ergebnis über die Zeit und qualifizierten sich als letzte Mannschaft für die WM-Endrunde. Kurz vor dem Play-off-Spiel hatte er noch zwei Einsätze in der CONCACAF Nations League 2022/23.
Am 3. November 2022 wurde er für die WM in Katar nominiert.

## Erfolge

### CD Saprissa
- Meister der Liga de Fútbol de Primera División: Clausura 2021/22